# 고려민주연방공화국안
고려민주연방공화국안(한자:高麗民主聯邦共和國案, 문화어: 고려민주련방공화국안)은 조선민주주의인민공화국이 제시한 통일 방법으로, 연방제 통일안이다.

## 설명
이 안은 대한민국의 '남북연합안'과는 달리 먼저 통일하고 나중에 동질감을 회복하자는 주장이다.
- 조선민주주의인민공화국의 요구조건

1. 대한민국 내 주한 미군 철수
2. 국가보안법 폐지
3. 대한민국 내의 공산당 활동 합법화

1970년대 북한이 고안한 고려민주연방공화국안은 오늘날 원본보다 다소 후퇴한 낮은 단계의 연방제로 요구되고 있다.

## 내용

### 1960년 8월 15일
- 해방 15주년 경축에서 김일성이 주장하기를 양쪽 모두 그대로 둔 채, '최고민족위원회'를 만들어서 과도기를 두고서 '국가연합방식의 통일'을 할 것을 제안하였다. 즉, 양쪽 모두의 체제를 유지하면서, 최고민족위원회를 구성한다는 내용이었다.[2][3]

### 1973년 6월 23일
- 고려연방공화국안(高麗聯邦共和國案)을 제시하였다.[4]
  - 과도기로서 국가연합방식(고려연방공화국)을 만들어 두고, 남북한이 각자의 현체제를 그대로 인정 & 유지하며, '대민족회의'를 구성한다는 안(案) 등을 제시하였던 것이다. 더 나아가서, 이렇게 한 다음에 단일의 통일국가(제도통일 & 체제통일)를 추후에 건설한다는 내용이었다.[5][6][7][8]

### 1980년 10월 10일
- 고려민주연방공화국 창립방안을 제시하였다. 국호(國號)는 '고려'로 제안하였다.[9][10]
- 통일국가의 형태가 '연방제'의 형태
  - 남북한이 동등한 권한과 의무를 가지고 '지역자치제'를 실시한다.
  - 통일국가의 형태를 연방국가로 하는데, 그 내용은 현체제를 그대로 유지하는 것이다.
  - '비동맹중립노선'을 대외정책의 기초로 표방
    - 외국군대의 주둔 & 외국군대에 대한 군사기지의 제공 등을 금지
    - 한반도의 '비핵지대화'(非核地帶化), 즉 평화지대의 건설을 표방한다.

- 입법부 - '최고민족연방회의'(같은 수의 남북한 의원과 적당한 수의 해외동포의원)
- 행정부 - '연방상설위원회'(통일정부: 군통수권 & 외교권을 보유하며, '민족연합군'을 통솔함.)를 두며, '공동의장'(대통령)을 두어, '윤번제'의 형태를 취하여 공동으로 통치한다.

### 1991년 1월 1일
- 신년사를 통하여 느슨한 연방제로 다시 제의하였다.[11][12]

물론, 이는 군통수권 문제에 따른 기존의 비난을 무마해보려는 주장으로서, 지역자치제를 활성화(즉, 잠정적으로 지역자치정부들에 더 많은 권한을 주자는 내용이었다.)하자는 주장이 추가된 것뿐이었다.

### 2000년 6월 15일
- 북한은 2000년 6.15 공동선언에서 낮은 단계의 연방제를 제시했다. 낮은 단계의 연방제는 “1민족, 1국가, 2제도, 2정부의 원칙에 기초하되 남북의 현 정부가 정치, 군사, 외교권을 비롯한 현재의 기능과 권한을 그대로 보유한 채 그 위에 민족통일기구를 구성하는 것”이라고 했다.[13][14] 이는 조국통일 3대 원칙에 의해서도 다시 언급되었다.

## 같이 보기
- 6·15 남북 공동선언
- 한국의 통일 방안
- 남북통일
- 낮은 단계의 연방제
- 고려
- 조선민주주의인민공화국